# Kaibito, Arizona
Kaibito, Arizona (енгл. Kaibito) насељено је место без административног статуса у америчкој савезној држави Аризона.

## Демографија
По попису из 2010. године број становника је 1.522, што је 85 (-5,3%) становника мање него 2000. године.
| Група             | 2000.    | 2010.     |
| Белци             | 6 (0,4%) | 5 (0,3%)  |
| Афроамериканци    | 1 (0,1%) | 0 (0,0%)  |
| Азијати           | 0 (0,0%) | 0 (0,0%)  |
| Хиспаноамериканци | 2 (0,1%) | 23 (1,5%) |
| Укупно            | 1.607    | 1.522     |